# Emad El-Nahhas
Emad El-Nahhas (ar. عماد النحاس), ur. 15 lutego 1976 w Al-Minji), piłkarz egipski grający na pozycji środkowego obrońcy.

## Kariera klubowa
Karierę piłkarską El-Nahhas rozpoczął w klubie Aswan SC. W 1996 roku zadebiutował w jego barwach w pierwszej lidze egipskiej. W 1998 roku przeszedł do Ismaily SC. W 2000 roku osiągnął pierwszy sukces w karierze, gdy zdobył Puchar Egiptu, a w 2001 roku wywalczył swoje pierwsze mistrzostwo kraju.
Na początku 2004 roku El-Nahhas przeszedł do saudyjskiego An-Nassr z Rijadu. Po pół roku gry w tym klubie wrócił do Egiptu i grał w zespole Al-Ahly Kair. W 2005 roku po raz pierwszy z Al-Ahly został mistrzem Egiptu, a tytuł mistrzowski wywalczył także w latach 2006, 2007, 2008 i 2009. W latach 2005 i 2006 wygrał z Al-Ahly Ligę Mistrzów (w finale Al-Ahly pokonał kolejno Étoile Sportive du Sahel i Club Sportif Sfaxien), a w 2008 zwyciężył w niej po raz trzeci (2:0, 2:2 w finale z Cotonsport Garoua). W 2006 i 2007 roku zdobył kolejne krajowe puchary, a także Superpuchary Afryki. Latem 2009 zakończył karierę piłkarską.

## Kariera reprezentacyjna
W reprezentacji Egiptu El-Nahhas zadebiutował 19 marca 2001 roku w zremisowanym 3:3 towarzyskim spotkaniu z Estonią. W 2004 roku był rezerwowym podczas Pucharu Narodów Afryki 2004 i nie rozegrał tam żadnego spotkania. Od 2001 do 2006 roku rozegrał w kadrze narodowej 20 meczów.